# Рауизухиды
Рауизухиды (лат. Rauisuchidae) — группа крупных (до 6 м) хищных триасовых архозавров. Существуют некоторые разногласия по поводу того, какие роды должны быть включены в рауизухиды, а какие — в родственные Prestosuchidae и Poposauridae, и следует ли вообще рассматривать их как отдельные валидные семейства. Рауизухиды встречались на протяжении большей части триаса и, возможно, впервые появились в раннем триасе, если некоторые таксоны архозавров, такие как Scythosuchus и Tsylmosuchus, считать входящими в семейство.
Ранний кладистический анализ псевдозухиевых архозавров включал Lotosaurus, Fasolasuchus, Rauisuchus и «купферзельского рауизухида» (позже названного Batrachotomus) в составе Rauisuchidae. Однако более позднее исследование показало, что Batrachotomus является более базальным псевдозухием, лишь немного более «продвинутым», чем Prestosuchus. Кроме того, было обнаружено, что беззубый Lotosaurus сильнее связан с Ctenosauriscidae — кладой в семействе Poposauridae с парусами на спине.
Два рода, ранее классифицировавшиеся как Poposauridae, на самом деле являются рауизухидами. К ним относятся Teratosaurus и Postosuchus.

## Роды
| Род              | Статус   | Возраст                  | Локация                            | Стратиграфия                       | Примечания | Изображения |
| ---------------- | -------- | ------------------------ | ---------------------------------- | ---------------------------------- | --- | ----------- |
| Arganasuchus?    | Валидный | Поздний триас            | Флаг Марокко                       |                                    | Назван в честь бассейна Аргана — марокканского местонахождения окаменелостей, где он был обнаружен. Филогенетическое положение неясно. |             |
| Fenhosuchus?     | Валидный | Анизийский век           | Флаг Китайской Народной Республики |                                    | Может быть химерой из окаменелостей эритрозухида Shansisuchus и неопределённого архозавра.                                             |             |
| Jushatyria?      | Валидный | Ладинский век            | Флаг России                        |                                    | Классификация неясна |             |
| Polonosuchus     | Валидный | Карнийский век           | Флаг Польши                        |                                    | |             |
| Postosuchus      | Валидный | Поздний триас            | Флаг США                           | Формация Чинле Супергруппа Ньюмарк | Один из самых известных рауизухид. |             |
| Procerosuchus?   | Валидный | Карнийский век           | Флаг Бразилии                      | Формация Санта-Мария               | Классификация неясна |             |
| Rauisuchus       | Валидный | Поздний триас            | Флаг Бразилии                      |                                    | |             |
| Scolotosuchus    | Валидный | Оленёкский век           | Флаг России                        | Формация Липовская                 | |             |
| Teratosaurus     | Валидный | Норийский - рэтский века | Флаг Германии                      | Формация Ловенстейн                | Раньше считался ранним карнозавровым динозавром.                                                                                       |             |
| Tikisuchus?      | Валидный | Поздний триас            | Флаг Индии                         | Формация Тики                      | Классификация неясна |             |
| Tsylmosuchus?    | Валидный | Оленёкский век           | Флаг России                        |                                    | Вероятно, один из древнейших архозавров.                                                                                               |             |
| Vivaron          | Валидный | Норийский век            | Флаг США                           | Формация Чинле                     | |             |
| Vjushkovisaurus? | Валидный | Анизийский век           | Флаг России                        |                                    | Может быть эритрозухидом. |             |
| Vytshegdosuchus? | Валидный | Оленёкский век           | Флаг России                        |                                    | Классификация неясна |             |